# Johannes Ludovici Barck
Johannes Ludovici Barck, född 1597, död 12 augusti 1665, var en svensk präst.

## Biografi
Johannes Barck föddes 1597. Han var son till kyrkoherden Ludovicus Johannis i Järsnäs församling. Barck blev 1625 komminister i Öggestorps församling och därefter i Nässjö församling. Han utnämndes 23 december 1642 till kyrkoherde i Barkeryds församling, med tillträdde 1644. Barck avled 1665 i Barkeryds församling och begravdes på Barkeryds kyrkogård tillsammans med sin hustru.

### Familj
Barck var gift med Margareta Larsdotter (död 1664). Hon var dotter till kyrkoherden Laurentius Andreæ den yngre och Elisabet i Barkeryds församling. De fick tillsammans barnen kommissarien Israel Barck i Kronobergs län, Elisabet (född 1630) som var gift med komministern Andreas Barkenius i Nässjö församling och kyrkoherden Johannes Barck (död 1705) i Barkeryds församling.